# Tînărul scriitor
Tînărul scriitor a fost o revistă fondată în octombrie 1951, ca organ intern al Uniunii Scriitorilor.

## Apariția
După consfătuirea din august 1950 cu tinerii scriitori, Buletinul de îndrumare al Uniunii Scriitorilor destinat cenaclurilor a fost transformat, în luna octombrie 1951, în Tânărul Scriitor, o revistă destinată tinerilor aflați la porțile consacrării. Deși primul an de apariție este considerat 1952, primele două numere au apărut în octombrie-decembrie 1951, sub îndrumarea poetului Ioanichie Olteanu, numerotarea în 1952 făcându-se cu începere de la numărul al treilea.

## Evoluția
Revista, la a cărei conducere a fost numit Mihu Dragomir, a fost folosită ca buletin de îndrumare și sprijin al activității cenaclurilor literare și tribună de afirmare a elevilor Școlii de Literatură și Critică Literară „Mihai Eminescu”. 
Pe lângă revista Tânărul scriitor a funcționat un cenaclu literar, condus de poetul Florin Mugur.
Revista a fost desființată în decembrie 1957, transformându-se în revista Miorița, care, la rândul ei, s-a transformat în 1958 în revista Luceafărul.

## Concluzii
În monografia sa, Răduț Bîlbîie consideră că revista Tînărul scriitor a făcut parte dintr-un vast experiment eșuat, cel de formare instituționalizată a tinerilor scriitori.